# Open Your Eyes (álbum)
Open Your Eyes es un disco nunca publicado de la cantante inglesa de Pop/R&B Victoria Beckham, miembro del grupo femenino Spice Girls.
Open Your Eyes es el segundo disco grabado por Victoria Beckham en el 2003, que incluye el Hit Single "This Groove/"Let Your Head Go". El disco nunca vio la luz, aunque a finales del 2006 fue filtrado a la red, e incluso, algunos discos promocionales se pudieron adquirir a través de la cadena eBay.
Solo vio la luz el sencillo "This Groove"/"Let Your Head Go", que llegó al Número 3 en UK a finales de diciembre del 2003. Después de este nuevo varapalo para la cantante, Victoria decidió no seguir más en su carrera musical en solitario, para trabajar como Diseñadora de Ropa, creando así, línea nueva de la marca de moda vaquera "Rock & Republic", con el logo de la Corona de Inglaterra [precio de cada vaquero de entre 200€ - 300€ unidad], y la línea de Perfumes DVB - Intemalely Beckham.

## Lista de canciones [Primera Edición]
1. Let Your Head Go -3:31
2. Open Your Eyes -3:20
3. Be With You [Mix For Aproval] -3:09
4. Full Stop [Feat N.A.S.] -2:50
5. Flow -3:04
6. Hustla 4:05
7. 25 Minutes -3:52
8. Me Without You -3:57
9. Should Have Known Better -4:16
10. I'd Give It All Away -3:58
11. Bittersweet -4:14

## Lista de canciones [Edición Especial/Final]
1. Let Your Head Go -3:32
2. Open Your Eyes -3:33
3. Be With You -3:08
4. Full Stop [Feat N.A.S.] -3:25
5. Generate The Flow -3:04
6. The Hustler 4:07
7. 25 Minutes -4:08
8. Me Without You -4:09
9. Should Have Known Better -4:16
10. I'd Give It All Away -4:07
11. Gone -4:14
12. Every Little Thing -4:04
13. Right Back To You -3:19
14. Can Get Enough [Of You DJ] -3:02
15. Shake It [Feat. Damon Dash] -3:37

- Datos: Q6051278